# Vereinigtes Königreich beim Junior Eurovision Song Contest
Teilnehmende Rundfunkanstalt
 (2003 bis 2006)

 (seit 2022)
Erste Teilnahme
2003
Bisher letzte Teilnahme
2023
Anzahl der Teilnahmen
5 (Stand 2023)
Höchste Platzierung
2 (2004)
Höchste Punktzahl
160 (2023)
Niedrigste Punktzahl
28 (2005)
Punkteschnitt (seit erstem Beitrag)
118,4 (Stand 2023)
Punkteschnitt pro abstimmendem Land im 12-Punkte-System
5,70 (Stand 2005)
Dieser Artikel befasst sich mit der Geschichte des Vereinigten Königreichs als Teilnehmer am Junior Eurovision Song Contest.

## Vorentscheide
Von 2003 bis 2005 fand immer ein Vorentscheid statt.

## Teilnahme am Wettbewerb
Das Vereinigte Königreich debütierte 2003 und wurde dort Dritter. Nach einem zweiten Platz 2004 kam der tiefe Sturz 2005 mit Platz 14 von 16. Von Wettbewerb zu Wettbewerb wurden die Einschaltquoten immer kleiner. Der Sturz 2005 und die immer geringeren Einschaltquoten waren die Hauptgründe warum das Vereinigte Königreich in Bukarest nicht mehr auftrat. Von 2006 bis 2021 zog man sich also vom Wettbewerb zurück und nahm auch in keinem Jahr teil.
Am 25. August 2022 allerdings gab die BBC bekannt, dass man 2022 nach 15 Jahren Abstinenz wieder zum Wettbewerb zurückkehren werde. Die Vertreterin Freya Skye konnte mit Platz 5 eine erfolgreiche Top 5-Platzierung einholen. Auch im Folgejahr 2023 gelang es dem Trio STAND UNIQU3, wieder eine Platzierung unter den ersten fünf zu erzielen. Mit Platz 4 konnte man sogar das Vorjahresergebnis steigern.
Obwohl die BBC 4. November 2022 bekanntgab langfristig am JESC teilnehmen zu wollen, zog man jedoch seine Teilnahme für 2024 wieder zurück.
Insgesamt landeten 4 der 5 Beiträge unter den ersten Zehn, lediglich der Beitrag von 2005 schnitt mit Platz 14 von 16 deutlich schlechter ab. Somit gehört das Vereinigte Königreich, trotz der langen Teilnahmepause, zu den erfolgreichen Ländern des Junior ESC.

## Liste der Beiträge
| Jahr      | Interpret                | Titel (Musik / Text)                                 | Sprache                  | Übersetzung              | Platz Teilnehmer (gesamt) | Punkte                   |
| --------- | ------------------------ | ---------------------------------------------------- | ------------------------ | ------------------------ | ------------------------- | ------------------------ |
| 2003      | Tom Morley               | My Song For The World (Tom Morley)                   | Englisch                 | Mein Lied für die Welt   | 3 / 16                    | 118                      |
| 2004      | Cory Spedding            | The Best is Yet to Come (Cory Spedding)              | Englisch                 | Das beste kommt noch     | 2 / 18                    | 140                      |
| 2005      | Joni Fuller              | How Does It Feel? (Joni Fuller)                      | Englisch                 | Wie fühlt es sich an?    | 14 / 16                   | 28                       |
| 2006-2021 | Auf Teilnahme verzichtet | Auf Teilnahme verzichtet                             | Auf Teilnahme verzichtet | Auf Teilnahme verzichtet | Auf Teilnahme verzichtet  | Auf Teilnahme verzichtet |
| 2022      | Freya Skye               | Lose My Head (Amber Van Day, Deepend, Jack Hawitt)   | Englisch                 | Verliere meinen Kopf     | 5 / 16                    | 146                      |
| 2023      | STAND UNIQU3             | Back to Life (Sky Adams, Jakke Erixson, Jack Hawitt) | Englisch                 | Zurück ins Leben         | 4 / 16                    | 160                      |
| 2024      | Auf Teilnahme verzichtet | Auf Teilnahme verzichtet                             | Auf Teilnahme verzichtet | Auf Teilnahme verzichtet | Auf Teilnahme verzichtet  | Auf Teilnahme verzichtet |

## Punktevergabe
Folgende Länder erhielten die meisten Punkte von oder vergaben die meisten Punkte an Litauen:
| Die meisten vergebenen Punkte | Die meisten vergebenen Punkte | Die meisten vergebenen Punkte |
| Platz                         | Land                          | Punkte                        |
| ----------------------------- | ----------------------------- | ----------------------------- |
| 1                             | Spanien                       | 31                            |
| 2                             | Kroatien                      | 20                            |
| 3                             | Griechenland                  | 18                            |
| 4                             | Dänemark                      | 15                            |
| 4                             | Belarus                       | 15                            |

| Die meisten erhaltenen Punkte | Die meisten erhaltenen Punkte | Die meisten erhaltenen Punkte |
| Platz                         | Land                          | Punkte                        |
| ----------------------------- | ----------------------------- | ----------------------------- |
| 1                             | Malta                         | 27                            |
| 2                             | Dänemark                      | 25                            |
| 3                             | Belarus                       | 24                            |
| 4                             | Niederlande                   | 21                            |
| 5                             | Rumänien                      | 20                            |
| 5                             | Spanien                       | 20                            |

Stand: 2005